# Val de Couz
Le val de Couz ou vallée de Couz est une vallée de France, arrosée par l'Hyères, en bordure du massif de la Chartreuse à l'est et du massif du Jura à l'ouest, dans le département de la Savoie, en région Auvergne-Rhône-Alpes.

## Toponymie
Couz dérive du mot col, indiquant un « passage de montagne », provenant du latin collum (« col », « cime »). Le nom est ensuite passé aux communes de Saint-Jean-de-Couz et de Saint-Thibaud-de-Couz.

## Géographie

### Situation et topographie
Cette vallée se trouve au sud-ouest de Chambéry et permet de relier le bassin du lac du Bourget à la plaine du Guiers via la route départementale 1006. Au sud, elle est fermée par les cols de Couz et des Égaux. Elle abrite les villages de Vimines, Saint-Thibaud-de-Couz et de Saint-Jean-de-Couz.

### Géologie
Le val de Couz est un sillon rectiligne s'ouvrant largement vers le nord, dans la plaine molassique à l'ouest de Chambéry et qui culmine presque à égale distance de ses deux extrémités, au col de Couz. C'est une vallée formée par le cours de l'Hyères mais résultant de l'évidemment du contenu du synclinal de Couz, une sorte de goulet rétréci du sillon molassique périalpin, essentiellement constitué de molasses du Miocène. La vallée marque ainsi le contact entre les domaines géomophologiques et géologiques jurassien à l'ouest — ici la chaîne de l'Épine — et préalpin à l'est — ici le massif de la Chartreuse.

## Histoire
Selon l'historien Aimé Bocquet, le général et stratège carthaginois Hannibal Barca put avoir emprunté la vallée de Couz avec son armée lors de son projet d'invasion de l'Italie. D'après lui, la vallée est ouverte par le défilé de Vimines-Saint-Cassin pour aborder la plaine où est installée de nos jours l'agglomération de Chambéry et précise : 
« Voilà l'élément majeur de mon choix conforté par le gain d'une étape et l'intérêt de réduire une poche de résistance éventuelle autour de l'oppidum. »
Il précise en outre que des analyses palynologiques, pratiquées par son équipe entre 1969 et 1972 dans la commune Saint-Thibaud-de-Couz, démontrent, à ses yeux, « une occupation continue de ce vallon depuis 2000 av. J.-C. ».

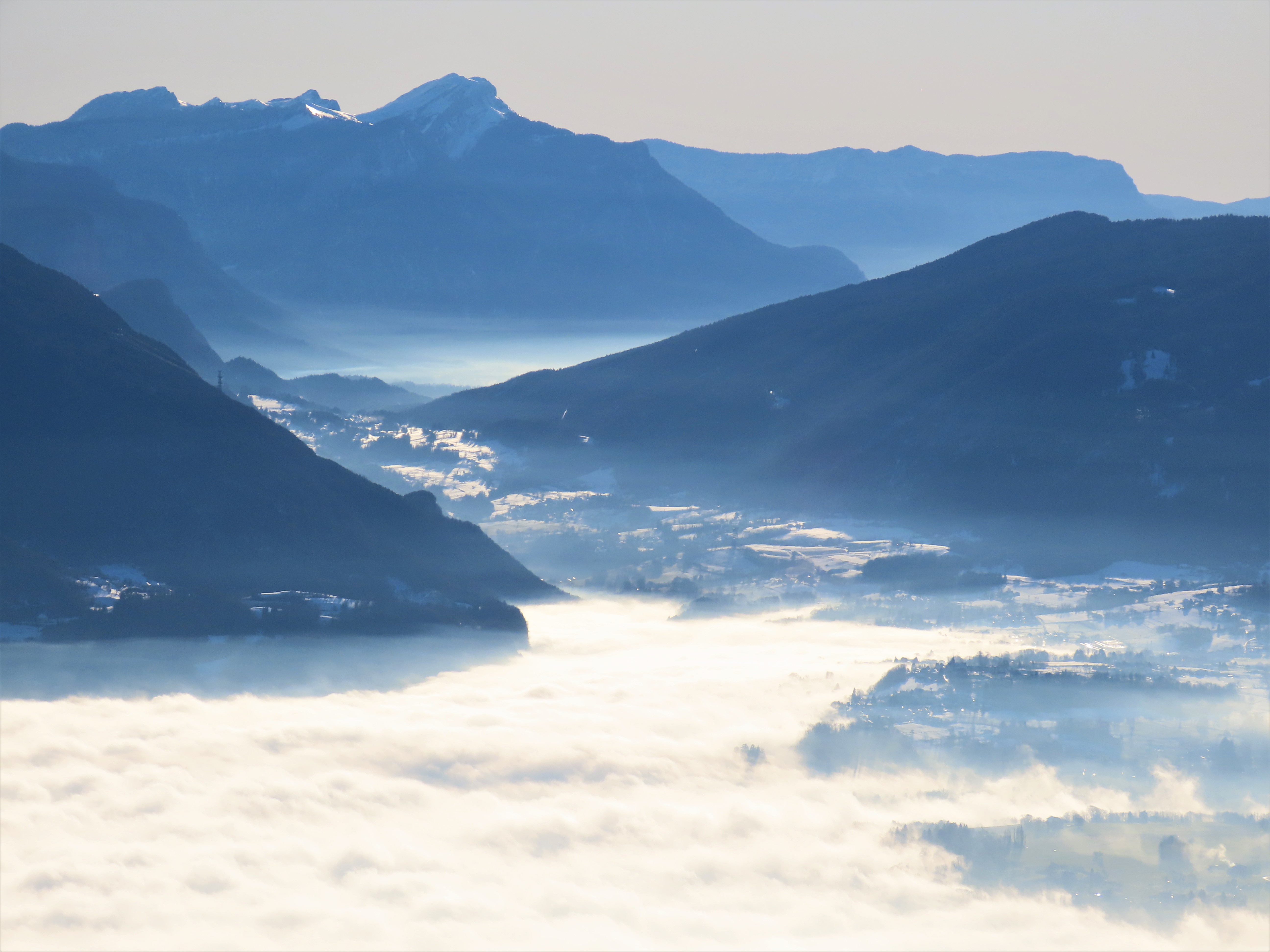
Vue hivernale du val de Couz émergeant d'une mer de nuages recouvrant la cluse de Chambéry depuis le mont Revard au nord-est.